# Friedrich Wilhelm Berner

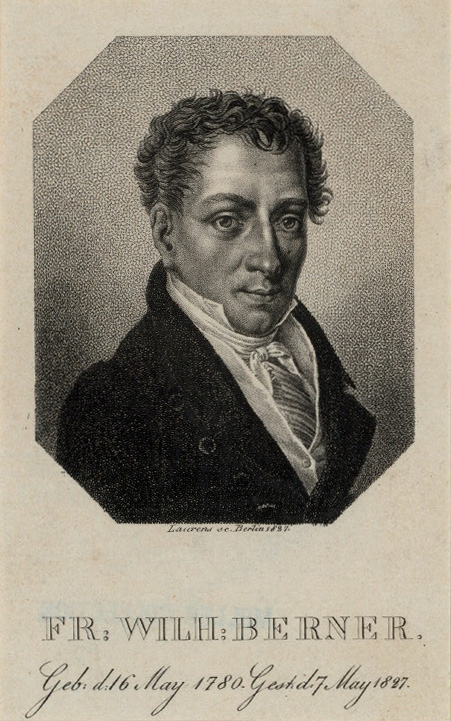
F. W. Berner

Friedrich Wilhelm Berner (* 16. Mai 1780 in Breslau; † 9. Mai 1827 ebenda) war ein deutscher Kirchenmusiker und Kirchenlied-Komponist.

## Leben
Friedrich Wilhelm Berner wurde in Breslau am 16. Mai 1780 geboren und wurde Nachfolger seines Vaters Johann Georg Berner, der Organist an der Elisabethkirche in Breslau war. 
Schon mit neun Jahren spielte er öffentlich Klavier und seit seinem 13. Lebensjahr war er Adjunkt seines Vaters. Auch als Musiklehrer eines Seminars war er tätig. Zudem wurde er später zum Direktor des Königlichen Akademischen Instituts für Kirchenmusik gewählt. 
Er starb am 9. Mai 1827 in seiner Heimat, nachdem er mehrmals erkrankte und zuletzt an einem Brustleiden litt. 
Ein bekannter Schüler Berners war Adolf Friedrich Hesse, auch sein Bruder Heinrich Ludwig Berner war ein Schüler von ihm.

## Werke
- Grundregeln des Gesanges (1815)
- Theorie der Choral-Zwischenspiele (1819)
- Lehre von der musikalischen Interpunktion (1821)
- Hymne für Männerstimmen, der Herr ist Gott
- Friedenscantate
- Opfergesang am Altare des Vaterlandes
- Deutsches Herz verzage nicht
- Gott bei mir an jedem Orte